# Kuperoza
Kuperoza je kozmetična oznaka za razpokane krvne kapilare, ki se pojavijo predvsem na licih in nosu. Nastanejo predvsem pri ljudeh s tanko in občutljivo kožo, pri menjavanju toplega in mrzlega okolja ter pri preveliki izpostavljenosti sončnim žarkom.